# Vazha Tarkhnishvili
Vazha Tarkhnishvili (in georgiano ვაჟა თარხნიშვილი?; Gori, 25 agosto 1971) è un ex calciatore georgiano, di ruolo difensore, dirigente sportivo dello Sheriff Tiraspol.
È primatista di presenze in assoluto dello Sheriff Tiraspol.

## Carriera

### Club
Ha giocato nella prima divisione georgiana ed in quella moldava.

### Nazionale
Tra il 1998 ed il 1999 ha giocato 2 partite con la nazionale georgiana.

## Palmarès

### Club

#### Competizioni nazionali
- Campionato moldavo: 11

Sheriff Tiraspol: 2000-2001, 2001-2002, 2002-2003, 2003-2004, 2004-2005, 2005-2006, 2006-2007, 2007-2008, 2008-2009, 2009-2010, 2011-2012
- Coppa di Moldavia: 6

Sheriff Tiraspol: 2000-2001, 2001-2002, 2005-2006, 2007-2008, 2008-2009, 2009-2010
- Supercoppa di Moldavia: 2

Sheriff Tiraspol: 2005, 2007

#### Competizioni internazionali
- Coppa dei Campioni della CSI: 2

Sheriff Tiraspol: 2003, 2009